# Richard T. McCormack
Richard Thomas McCormack (* 6. März 1941 in Bradford, Pennsylvania) ist ein US-amerikanischer Diplomat und Banker, der zwischen 1985 und 1989 Botschafter bei der Organisation Amerikanischer Staaten (OAS) war und anschließend von 1989 bis 1991 als Unterstaatssekretär für Wirtschaft, Unternehmen und Landwirtschaftsangelegenheiten (United States Under Secretary of State for Economic, Business, and Agricultural Affairs) einen der höchsten Posten im US-Außenministerium bekleidete. Seit 2006 ist er Vize-Vorsitzender des Finanzdienstleistungsunternehmens Merrill Lynch.

## Leben

### Studium, Tätigkeiten in Republikanischer Partei und Regierung
McCormack absolvierte nach dem Schulbesuch zunächst ein grundständiges Studium an der Georgetown University, das er 1963 mit einem Bachelor of Arts (B.A.). Nach einem darauf folgenden postgradualen Studium an der Universität Freiburg erwarb er 1966 einen Doktor der Philosophie (Ph.D.).
Nach seiner Rückkehr in die USA war er zwischen 1966 und 1967 Mitarbeiter im Stab des Friedenscorps, ehe er anschließend sein Engagement in der Republikanischen Partei, und zwar zunächst 1967 als Wahlkampfassistent bei der Bürgermeister-Wahl in Philadelphia sowie anschließend im Außenpolitischen Stab von Richard Nixon bei der US-Präsidentschaftswahl 1968. Danach war er 1968 einige Zeit für den Autohersteller Ford als Direktor für operative Forschung der Philco-Ford Corporation in Südvietnam tätig sowie nach seiner Rückkehr zwischen 1969 und 1971 Leitender Mitarbeiter im Beratungsgremium von US-Präsident Nixon für Verwaltungsorganisation (President’s Advisory Council on Executive Organization).
McCormack, der sich bei den Vorwahlen (Primaries) der Republikanischen Partei für die Kandidatur im 23. Kongresswahlbezirk von Pennsylvania für die Wahlen zum Repräsentantenhaus 1972 und 1974 erfolglos gegen Albert W. Johnson bewarb, war 1972 im Weißen Haus Berater des Rates für internationale Wirtschaftspolitik (White House Council on International Economic Policy) sowie 1974 stellvertretender Vize-Unterstaatssekretär für internationale Wirtschaftspolitik (Deputy to the Assistant Secretary for International Economic Affairs) im US-Finanzministerium während der Amtszeit von Präsident Nixon. Zu Beginn der Amtszeit von Nixons Nachfolger Gerald Ford war er zwischen 1974 und 1975 Berater des Stabes im Weißen Haus für Handelsvertragsverhandlungen.

### Assistant Secretary of State, Botschafter bei der OAS und Under Secretary of State
Im Anschluss war McCormack von 1975 bis 1977 Gelehrter an der in Washington, D.C. ansässigen konservativen Denkfabrik American Enterprise Institute (AEI). Nachdem er zwischen 1979 und 1981 Assistent des US-Kongressabgeordneten Jesse Helms für Gesetzgebungsfragen war, trat er 1981 in den Dienst des US-Außenministeriums, und zwar zunächst Berater für internationale Wirtschaft sowie anschließend zwischen 1982 und 1985 als stellvertretender Vize-Unterstaatssekretär und Abteilungsleiter für Wirtschafts- und Handelsangelegenheiten (Assistant Secretary of State for Economic and Business Affairs).
Am 20. Juni 1985 wurde McCormack Nachfolger von J. William Middendorf als Botschafter bei der Organisation Amerikanischer Staaten und verblieb auf diesem Botschafterposten bis zum 13. April 1989 und wurde später durch Luigi R. Einaudi abgelöst, der später noch Generalsekretär der OAS wurde.
Danach wurde McCormack am 14. April 1989 als Nachfolger von W. Allen Wallis Unterstaatssekretär für Wirtschaft, Unternehmen und Landwirtschaftsangelegenheiten (Under Secretary of State for Economic, Business, and Agricultural Affairs). Diese Funktion als einer der wichtigsten Berater in außenwirtschaftspolitischen Fragen in der Regierung von US-Präsident George Bush bekleidete er bis zum 3. Mai 1991 und wurde anschließend am 20. Mai 1991 von Robert Zoellick, den Counselor des U. S. State Department abgelöst.

### Beratertätigkeiten und Vize-Vorsitzender von Merrill Lynch
Nach seinem Ausscheiden aus dem Regierungsdienst war McCormack, der sich auch im National Republican Senatorial Committee sowie im Council of American Ambassadors engagierte, als Berater des geschäftsführenden Direktors des Internationalen Währungsfonds IWF sowie bis 2004 Berater des Zentrum für Studien von Präsidentschaft und Kongress CSPC (Center for the Study of the Presidency).
Nachdem er zwischen 2004 und 2006 Leitender Berater des Center for Strategic and International Studies (CSIS) war, wurde McCormack 2006 Vize-Vorsitzender des Finanzdienstleistungsunternehmens Merrill Lynch.